# Highlands Ranch
Highlands Ranch is een plaats (census-designated place) in de Amerikaanse staat Colorado, en valt bestuurlijk gezien onder Douglas County.

## Demografie
Bij de volkstelling in 2000 werd het aantal inwoners vastgesteld op 70.931.

## Geografie
Volgens het United States Census Bureau beslaat de plaats een oppervlakte van
61,0 km², waarvan 60,9 km² land en 0,1 km² water. Highlands Ranch ligt op ongeveer 1845 m boven zeeniveau.

## Plaatsen in de nabije omgeving
De onderstaande figuur toont nabijgelegen plaatsen in een straal van 8 km rond Highlands Ranch.

## Geboren
- Janine Beckie (1994), voetbalster
- Ethan Horvath (1995), voetbaldoelman